# Volksgazet
La Volksgazet (en français : « Gazette du peuple ») est un ancien quotidien belge de langue néerlandaise et de tendance socialiste.

## Histoire
La Volksgazet, fondée en 1914 par Camille Huysmans, était publiée par les éditions Ontwikkeling et imprimée chez Excelsior à Anvers. Le journal est né de la fusion entre De Werker et De Volkstribuun.
Durant la Première Guerre mondiale, le journal a cessé d’être imprimé ; pendant la Seconde Guerre mondiale, le journal collaborationniste Volk en Staat a été imprimé sur les presses de la Volksgazet. Le numéro de la Libération de cette dernière est paru le 4 septembre 1944.
Après la guerre, la Volksgazet avait encore un tirage de 150 000 exemplaires, mais ce chiffre a ensuite décliné. À sa meilleure période, la Volksgazet avait conclu avec Vooruit un accord selon lequel elle serait diffusée dans les provinces d’Anvers, du Limbourg et dans la partie flamande du Brabant.
Entre 1944 et 1977, Jos Van Eynde étant alors rédacteur en chef, le journal s’est mué en journal de parti, lié au Parti ouvrier belge, rebaptisé Parti socialiste belge en 1945.
La Volksgazet a paru pour la dernière fois le 14 juillet 1978, l’éditeur s’étant ensuite déclaré en faillite le même jour. Le Morgen est par après issu de la fusion de la Volksgazet et de Vooruit.